# Diocese de Rio do Sul
A Diocese de Rio do Sul (Dioecesis Rivi Australis) é uma circunscrição eclesiástica da Igreja Católica no Brasil, pertencente à província eclesiástica de Joinville e ao Conselho Episcopal Regional Sul IV da Conferência Nacional dos Bispos do Brasil. A sé episcopal está na catedral São João Batista, na cidade de Rio do Sul, no estado de Santa Catarina.

## Histórico
A Diocese de Rio do Sul foi erigida a 23 de novembro de 1968, pelo Papa Paulo VI, por meio da bula Quam Máxime. Seu território foi desmembrado da Arquidiocese de Florianópolis e da Diocese de Joinville.
A criação da diocese foi tornada pública apenas em 12 de março de 1969 quando da indicação do primeiro bispo na pessoa do padre Tito Buss, professor de teologia em Curitiba e pároco da catedral São Francisco Xavier na diocese de Joinville.
No dia 3 de agosto do mesmo ano houve a instalação solene da nova diocese e ordenação de seu primeiro bispo. Registrou-se a presença de aproximadamente cinco mil pessoas.
A celebração foi presidida por Dom Afonso Niehues, arcebispo metropolitano de Florianópolis. Estavam presentes ainda Dom Gregório Warmeling, bispo de Joinville, Dom Daniel Hostin, bispo de Lages, Dom Anselmo Pietrulla, bispo de Tubarão, Dom José Gomes, bispo de Chapecó, Dom Orlando Dotti, bispo de Caçador, Dom Honorato Piazera, bispo coadjutor de Lages, Dom Pedro Fedalto, bispo auxiliar de Curitiba e Dom Wilson Laus Schmidt, bispo emérito de Chapecó. Estavam presentes diversos presbíteros,  religiosos e religiosas. Esteve também presente o governador do estado de Santa Catarina, Ivo Silveira.
No dia 17 de dezembro de 2014, o Papa Francisco nomeou padre Onécimo Alberton como bispo da Diocese de Rio do Sul. Sua ordenação episcopal aconteceu no dia 22 de fevereiro de 2015, em Criciúma/SC, e a posse como bispo de Rio do Sul foi no dia 15 de março de 2015, na Catedral São João Batista, em Rio do Sul.
Em 5 de novembro de 2024, passa a fazer parte da província eclesiástica da Arquidiocese de Joinville.

## Bispos
Administração apostólica:
| #                  | Nome                             | Período     | Notas                                    |
| ------------------ | -------------------------------- | ----------- | ---------------------------------------- |
| 5º                 | Adalberto Donadelli Júnior       | 2024-       | Atual                                    |
| 4º                 | Onécimo Alberton                 | 2015 - 2023 | Nomeado bispo auxiliar de Florianópolis. |
| 3º                 | Augustinho Petry                 | 2008 - 2015 | Renunciou                                |
| 2º                 | José Jovêncio Balestieri, S.D.B. | 2000 - 2008 | Renunciou                                |
| 1º                 | Tito Buss                        | 1969 - 2000 | Renunciou                                |
| Bispos coadjutores |                                  |             |                                          |
|                    | José Jovêncio Balestieri, S.D.B. | 1998 - 2000 |                                          |
|                    | Augustinho Petry                 | 2007 - 2008 |                                          |

## Demografia
Em 2004, a diocese contava com uma população aproximada de 277.541 habitantes, com 81,2% de católicos.

O território da diocese é de  9.659 km², organizado em  30 paróquias.